# Семиточечная коровка
Семито́чечная коро́вка (лат. Coccinella septempunctata) — наиболее многочисленный, транспалеарктический вид божьих коровок. Взрослый жук характеризуется цветом надкрылий (красных и оранжевых тонов) и семью чёрными точками на них, а также чёрными эпимерами заднегруди и сильно утолщённым, валикообразным боковым краем надкрылий. Личинка голубовато-серого цвета с жёлтыми или оранжевыми пятнами.
И взрослые, и личинки питаются насекомыми (тля, щитовки, алейродиды).

## Распространение
Самый распространённый и известный вид божьих коровок. В России водится в степной зоне, иногда на южных склонах горно-лесного пояса, в садах. Распространён в Магаданской, Амурской и Сахалинской областях, в Хабаровском и Приморском краях, на Чукотке, Курильских островах (Итуруп, Кунашир, Шикотан), а также в Сибири. За пределами территории России встречается в Казахстане, Средней Азии, на Кавказе, Корейском полуострове, в Японии, Китае (включая остров Тайвань), Юго-Восточной Азии, Монголии, Индии, Передней Азии, Европе и Северной Африке. Вид интродуцирован в Северную Америку.

## Описание

### Имаго

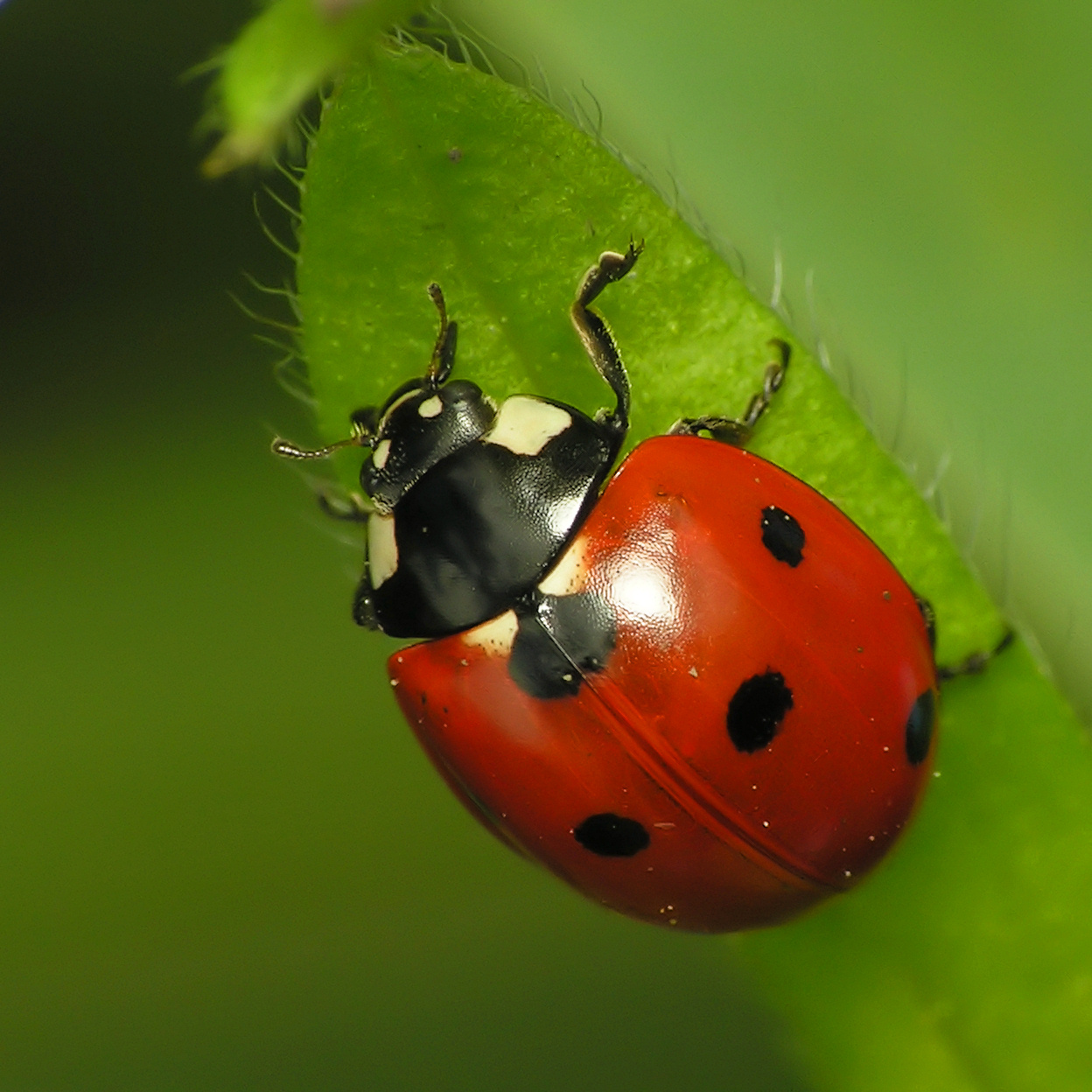
Имаго

Голова и грудь чёрные, плоские, нижняя часть тела и ноги также чёрные, надкрылья выпуклые, овальные, красные или оранжево-жёлтые, с чёрными точками, их число составляет семь (одна прищитковая и 3 на каждом из надкрылий), по размерам неравные друг другу, крылья по длине примерно равны телу. На переднеспинке и голове на каждом их боку имеется по одному белому пятну, также могут быть белые пятна в передней части надкрылий.
Испуганная божья коровка притворяется мёртвой и выпускает из суставов ног неприятную на вкус и резкую по запаху жидкость — гемолимфу, ядовитую для большинства насекомых, птиц и зверей.

### Яйцо

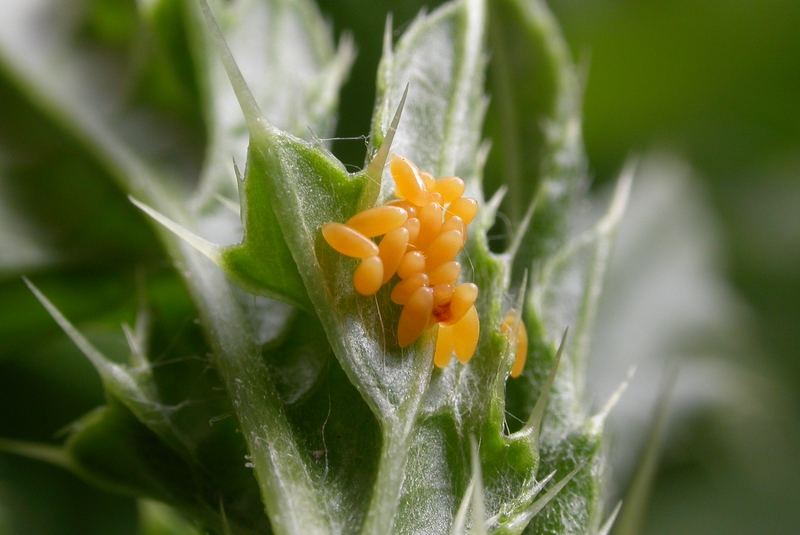
Яйца

Яйцо крупное, оранжевое, заострённое на вершине, расширенное к середине и резко суживающееся к основанию.

### Личинка

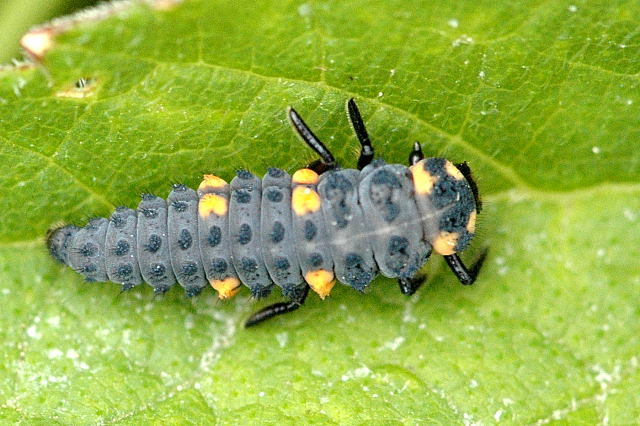
Личинка

Область груди расширенная. Голова жёлтая с коричневыми боками. Переднегрудь с четырьмя хорошо склеротизованными боками; центральные и боковые из них соединяются узкой перемычной. Наружный край бокового щитка с 10—13 халазами. Щитки среднегруди и заднегруди располагаются в центре сегмента и имеют по 10—13 халаз; внутренние края щитков суженные. Тергиты брюшных сегментов с парасколиями, которые состоят из 6—9 халаз. Парасколии чёрные с длинными чёрными волосками, кроме светло-жёлтых или оранжевых латеральных и дорсолатеральных первого и четвёртого сегментов. Основания халаз невысокие. Задний край тергита девятого сегмента без выроста, сегмент несколько удлинён, косо срезан и овально закруглён по боками и на конце.

### Куколка

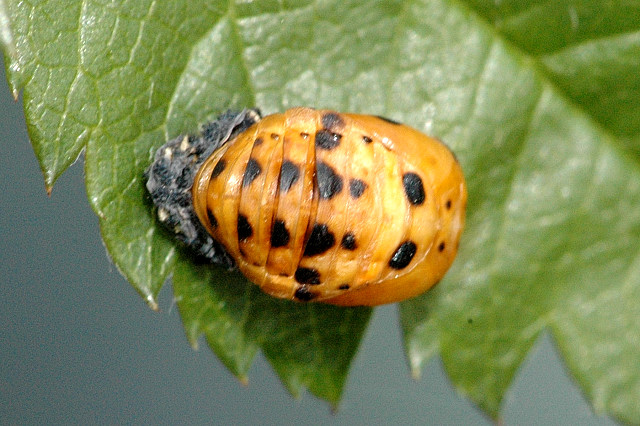
Куколка

Куколка прикрепляется к листику растения остатками экзоскелета личинки. В этот период закладываются все характерные для насекомого части тела. Спустя 7—10 суток из кокона появляется полностью сформировавшаяся взрослая особь.

## Развитие

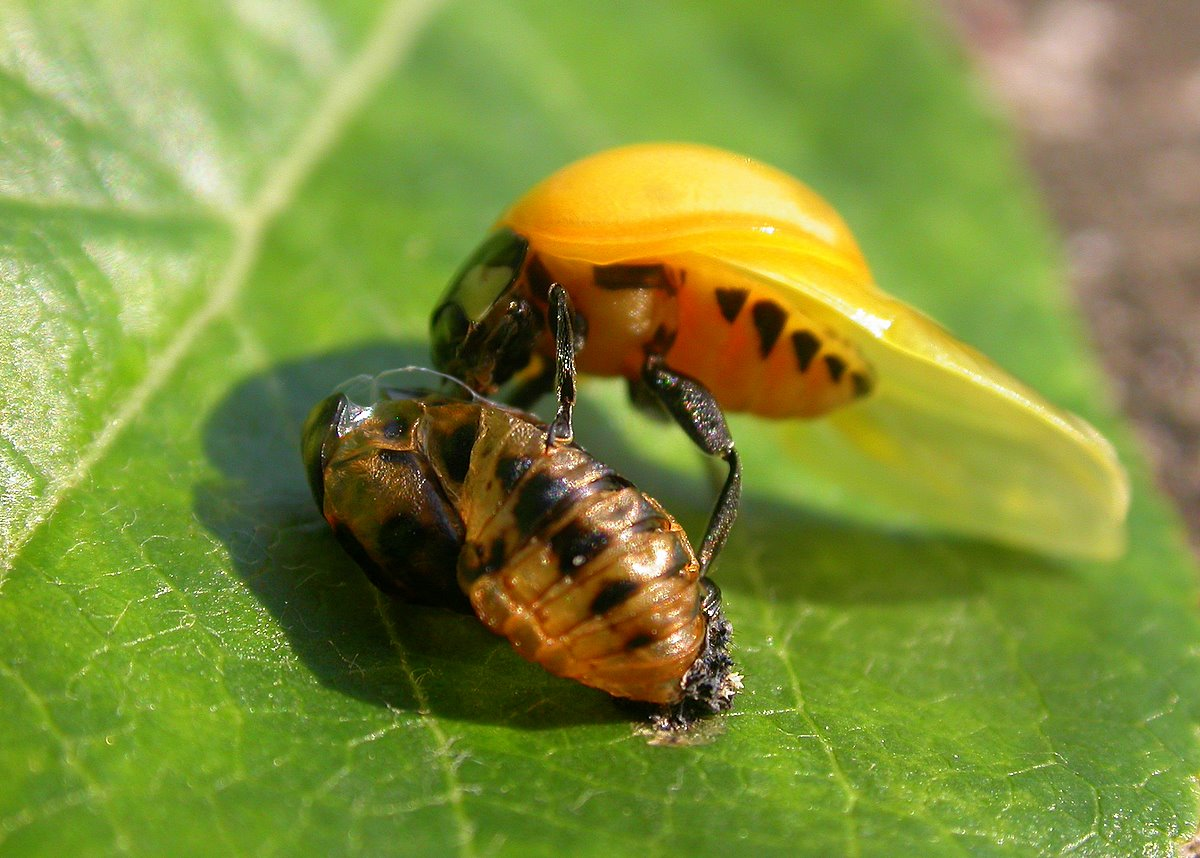
Только прорвавшийся из куколки жук

Взрослые жуки зимуют в защищённых местах близ полей, где они питаются и размножаются. Весной только появившиеся жуки начинают питаться тлями прежде, чем начать откладывать яйца. В сезон от одного до трёх месяцев (весной и ранним летом) самка откладывает от 200 до 1000 яиц. Яйца сравнительно крупных размеров (длиной 0,8—1,2 мм) обычно откладываются близ добычи, небольшими кучками (от 25 до 85 штук) в защищённых местах на листьях или веточках.
По данным В. В. Зайцева и М. М. Орлова в лабораторных условиях кладка яиц производилась в подстилку. Подстилка представляет собой смесь из следующих компонентов: деревянные опилки — 30 %, листья — 40 % и стебли растений — 30 % по массе. Высота подстилки от дна 3—4 см. При этом показатели микроклимата должны быть следующие: влажность 40—60 %, температура 12—14°С, освещённость 20—30 лк. Развитие от яйца до имаго происходит в течение 40—44 дней (из яйца развитие личинки происходит спустя 7 дней, из личинки развитие куколки происходит спустя 37 дней, из куколки развитие имаго происходит спустя 44 дня).
.
Личинка с одного миллиметра за 10—30 дней вырастает до 4—8 мм в длину, в зависимости от достатка добычи — тли. Личинка может подниматься на высоту до 12 метров, как и их жертвы. Личинка четвёртого (последнего) возраста длиной 8—10 мм. В куколочной стадии развития коровка проводит до 12 дней, в зависимости от температуры окружающей среды. Развитый взрослый жук в длину достигает 5—8 мм.
В северо-восточных Соединённых Штатах коровка даёт два поколения за год. Развитие из яйца до имаго может занимать только две или три недели. Пик численности имаго выпадает на середину и конец лета. Продолжительность жизни имаго от нескольких недель до двух — трёх месяцев, в зависимости от места обитания, достатка пищи и времени года.

## Экология
Встречается во всех зонах: лугах, реже в тайге, по берегам озёр. Живёт на множестве разных видов растений: яблоня, осока, черёмуха, осот, сосна, осина, смородина, мышиный горошек и др.

### Питание

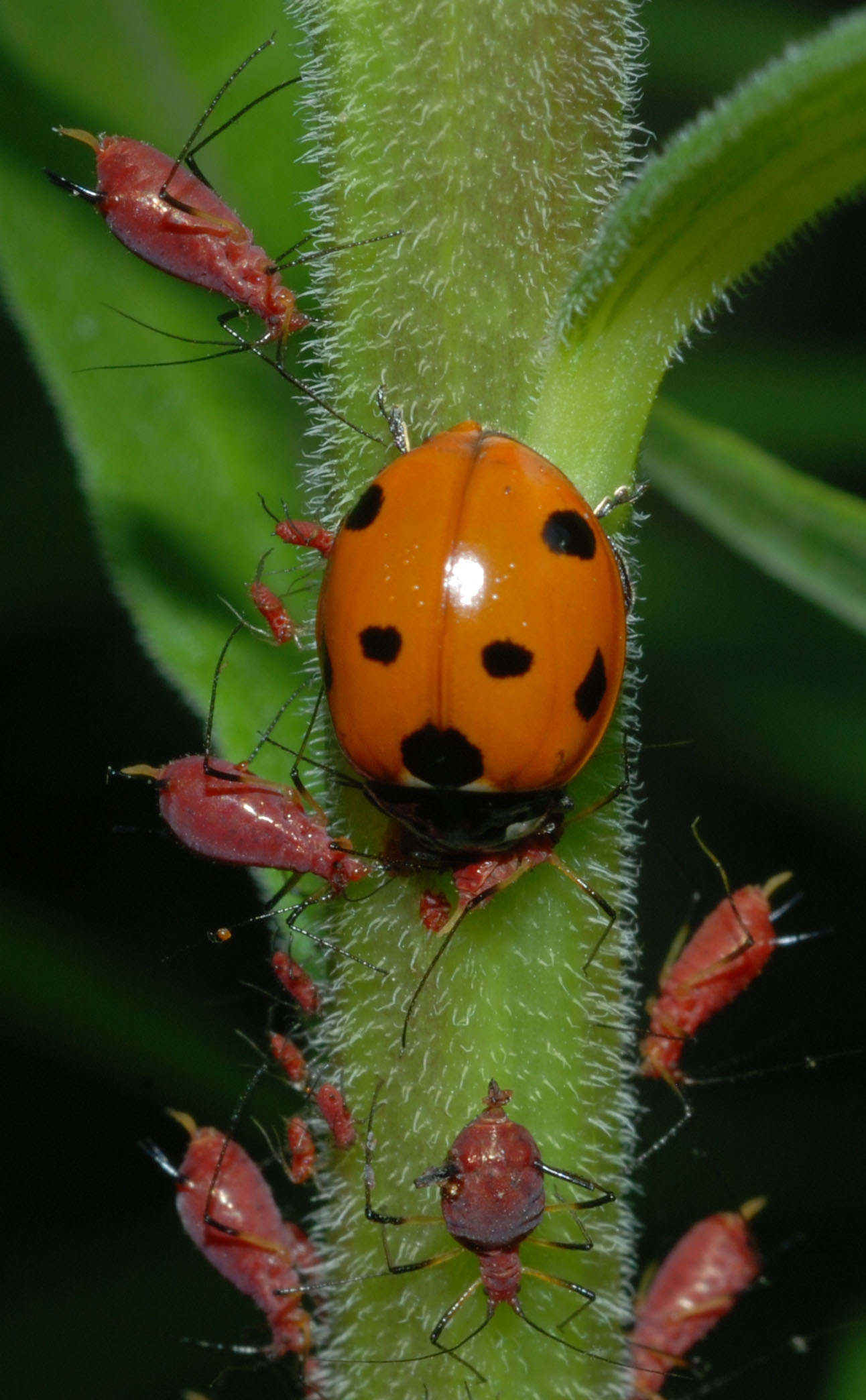
Семиточечная коровка, поедающая тлей

Взрослый жук — хищник, поедает тлю, щитовок и алейродид, а также съедает яйца чешуекрылых. Некоторые виды тлей, которыми питается коровка семиточечная (в скобках отмечена еда тли): Microlophium sibiricum (крапива), Aphis urticata (крапива), Aphis farinosa (ива), Megoura viciae (мышиный горошек), Aphis craccivora (мышиный горошек), Aphis philadelphi (жасмин), Acyrthosiphon pisum (горох), Aphis sambuci (бузина), и др. В лабораторных условиях за сутки жук может съесть до 230 особей Aphis farinosa (с ивы), до 140 — Aphis pomi (с черёмухи) и до 60 — Myzodes persicae (с картофеля).
Личинка также является хищником и питается тлёй.

### Естественные враги
На личиночной и куколочной формах паразитируют различные насекомые, главным образом перепончатокрылые и клопы. Из перепончатокрылых на личинках коровки паразитируют Tetrastichus coccinellae, Homalotylus eytelweini и Dinocampus coccinellae, на обеих стадиях — Perilitus coccinellae. Из клопов виды семейства слепняков (Miridae) — Deraeocoris ruber и Phytocoris tilia, питающиеся на куколках. Но также на коровке паразитируют и двукрылые: вид Phalacrotophora fasciata (из семейства горбаток — Phoridae), который является эндопаразитом коровки личиночной и куколочной стадий.
Энтомопатогенные грибки рода Beauveria (вид Beauveria bassiana) поражают взрослых жуков семиточечной коровки.

## Практическое значение
Семиточечная коровка не раз была интродуцирована в Северную Америку из Европы в роли биологического агента по уменьшению численности тлей. В начале 1970-х годов она освоилась в Нью-Джерси. Естественно или при помощи интродукции распространилась на многие северо-восточные и центральные штаты. Семиточечная коровка на этих территориях вытесняет многие местные виды, поскольку является более эффективным хищником, чем они. Это может привести к сокращению численности этих божьих коровок до полного их исчезновения, тем самым нарушив баланс в экосистеме.

## Подвиды
- Coccinella septempunctata brucki Mulsant, 1866 — подвид распространён в Японии, на Сахалине и Курильских островах[5].
- Coccinella septempunctata septempunctata Linnaeus, 1758 — номинативный подвид (распространение см. раздел Распространение).

## Фотогалерея

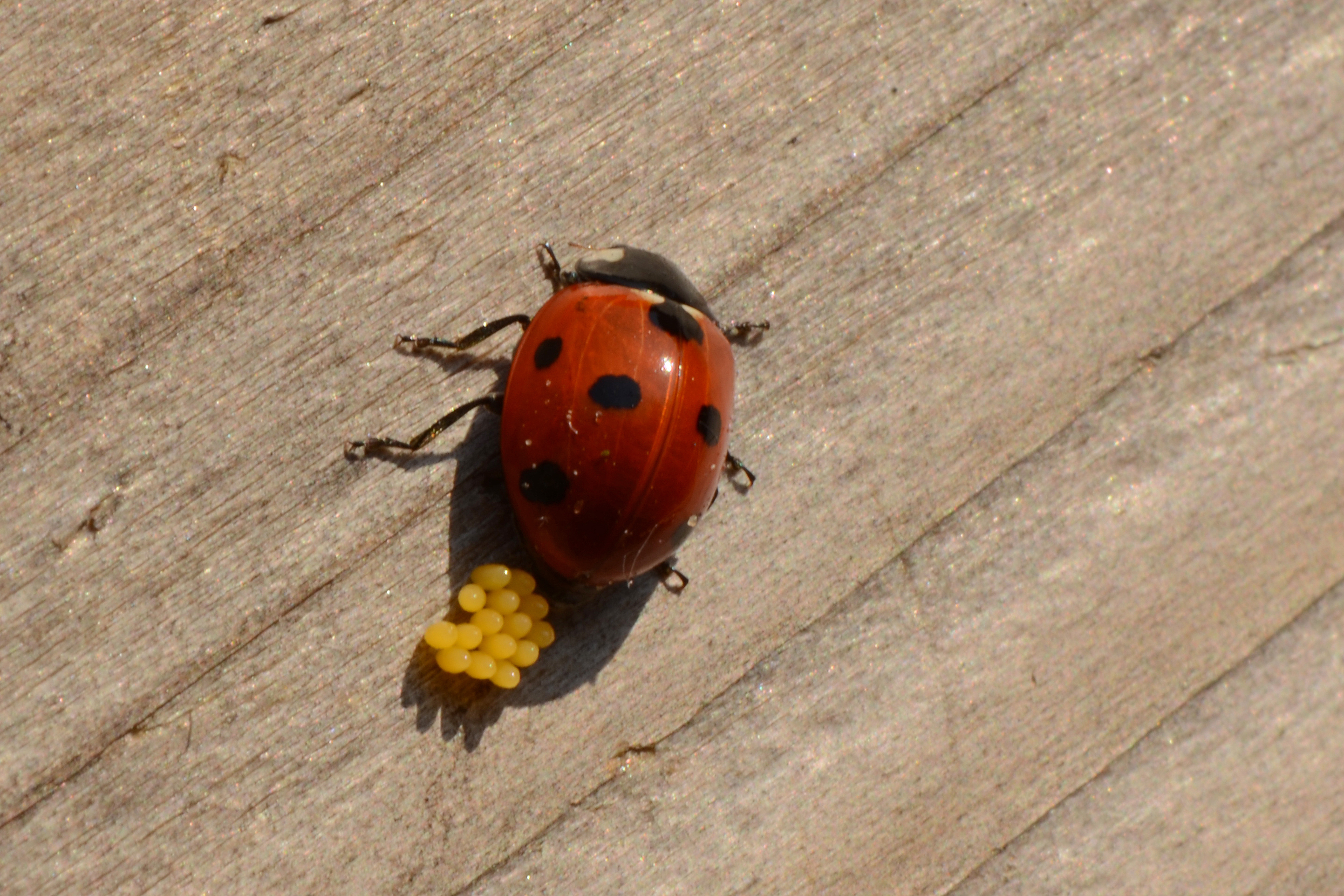
Яйца
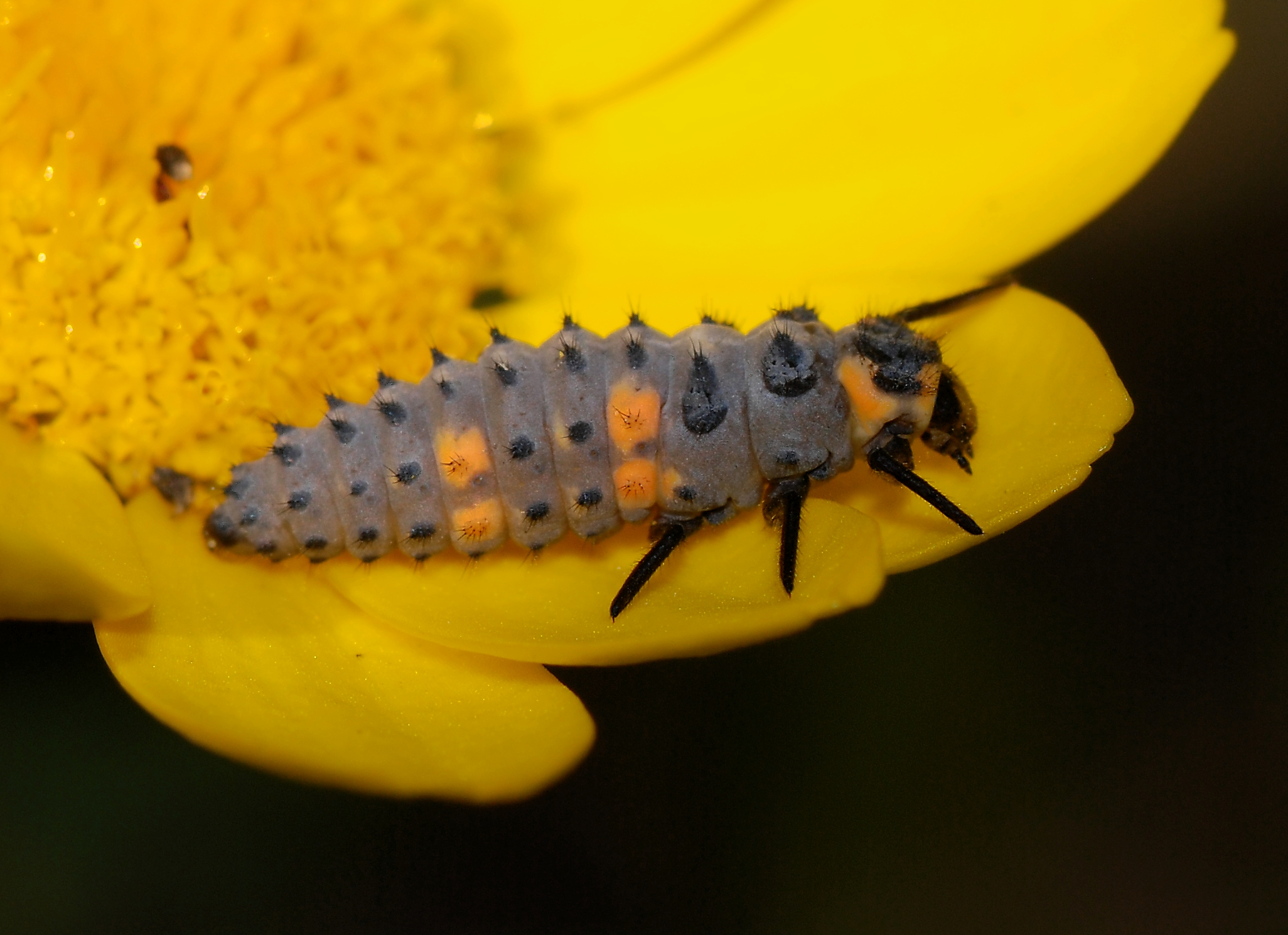
Личинка
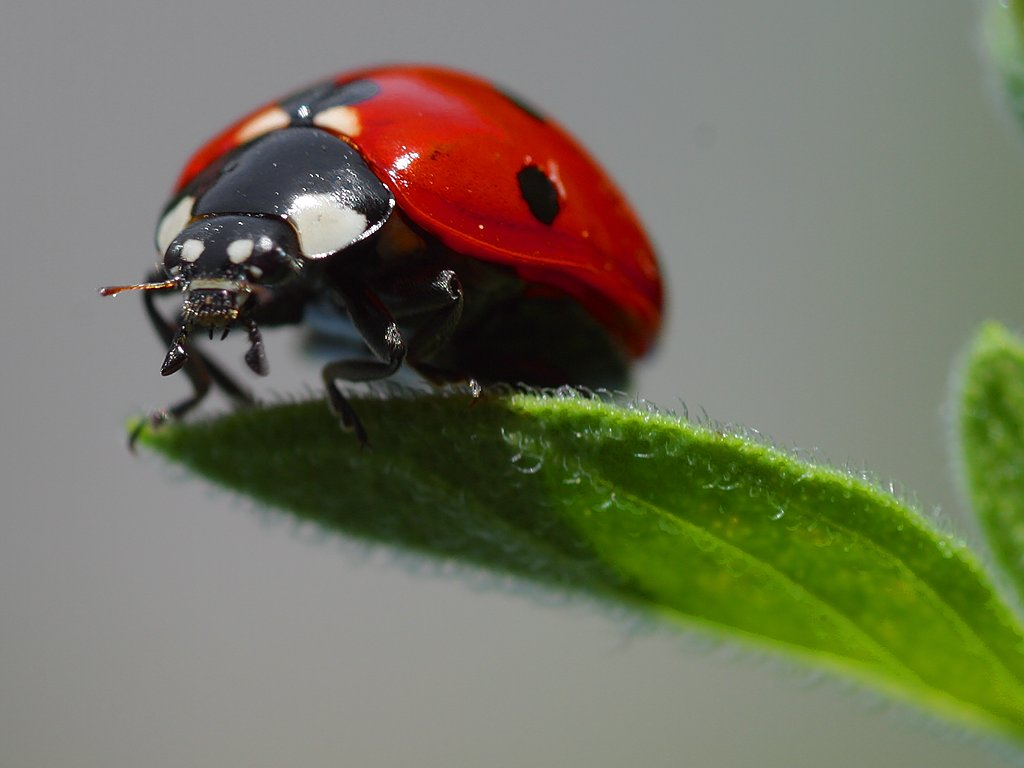
Имаго
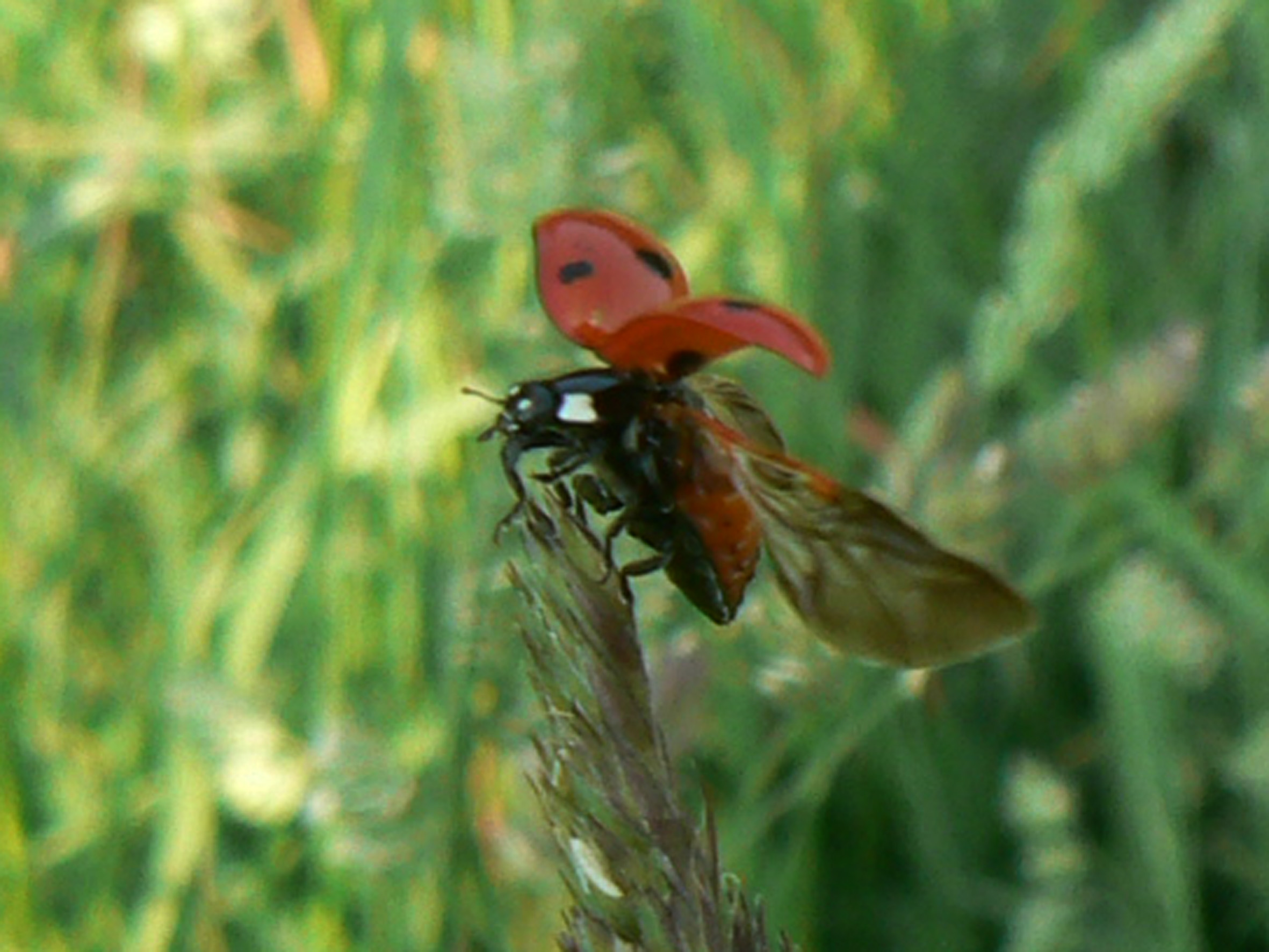
В момент взлёта